# ST506-Schnittstelle

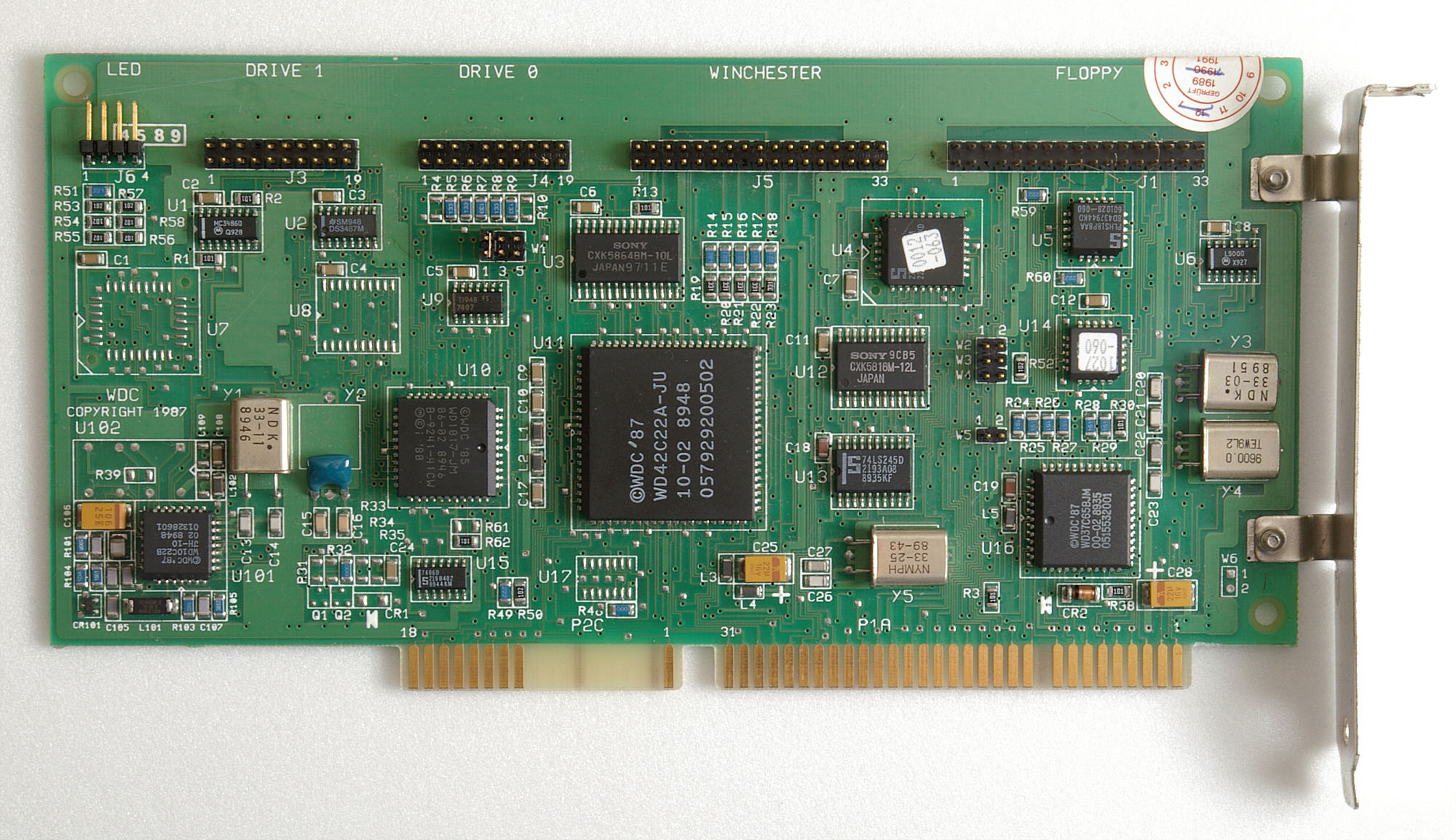
Ein MFM-Controller

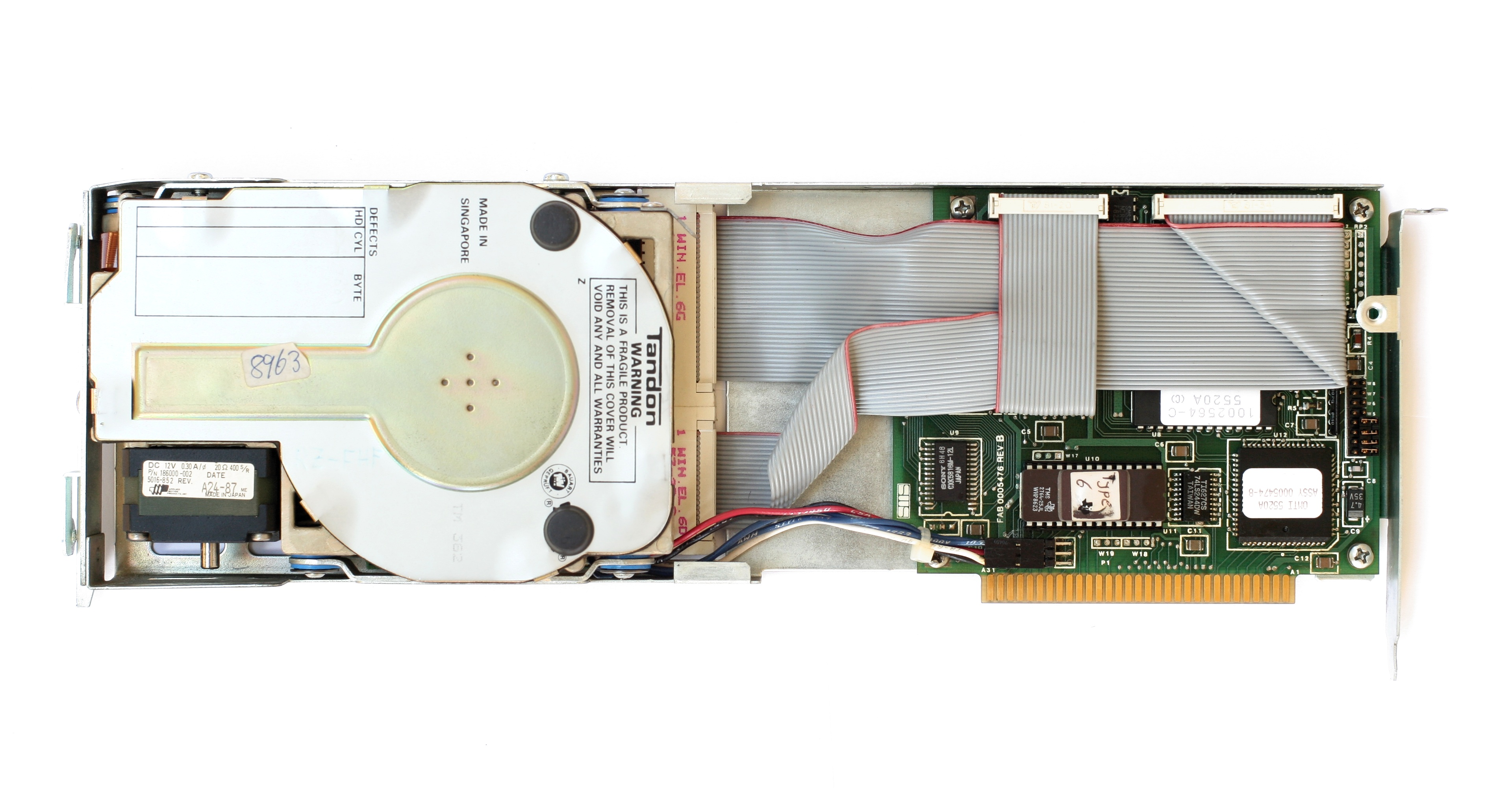
MFM-Controller mit Festplatte.
Die Festplatte ist über ein 20-adriges Datenkabel und über ein 34-adriges Steuerkabel mit dem Controller verbunden.

Die ST506-Schnittstelle ist eine Hardwareschnittstelle. Sie wurde 1980 von der irischen Firma Shugart Technology, heute Seagate, zu ihren neuartigen 5¼″-Festplatten ST506 (5 MB) und ST412 (10 MB) entworfen und galt lange Zeit als De-facto-Standard.
Sie ist eine Weiterentwicklung der Diskettenschnittstelle (gelegentlich auch Shugart-Bus genannt) und setzt sehr tief in der Hardware an. So werden der Kopfschlitten über Schrittimpulse gesteuert sowie die Köpfe durch Signale im Kabel ausgewählt. Das Aufzeichnungsverfahren (MFM oder RLL) wird vom Controller im Computer bestimmt.
Mit einem ST506-Controller können bis zu vier Laufwerke adressiert werden. Er verwendet zwei verschiedene Kabel. Das A-Kabel (34-polig) wird von Laufwerk zu Laufwerk durchgeschleift (daisy chain) und muss am Ende (auf der letzten Festplatte) terminiert werden. Es dient der Adressierung und Steuerung des Laufwerks bzw. Kopfes. Um die beiden Laufwerke unterscheiden zu können, werden zwischen den beiden Festplattenanschlüssen einige Adern des Flachbandkabels verdreht.
Das B-Kabel (20-polig) ist eine Punkt-zu-Punkt-Verbindung zwischen Controller und Festplatte und überträgt die Schreib- und Lesedaten (bitweise). Für den Betrieb von vier Festplatten werden also fünf Anschlüsse am Controller benötigt (einmal A und viermal B). Wegen BIOS- und Betriebssystem-Beschränkungen waren aber im PC nicht mehr als zwei Festplatten üblich.
Die Adressierung der Daten auf der Festplatte erfolgte über Kopf, Spur und Sektor. Als Kodierung wurde MFM mit 17 Sektoren pro Spur oder RLL mit gewöhnlich 26 Sektoren pro Spur verwendet. Controller und Festplatte mussten jeweils für die Kodierung ausgelegt sein. Die Datenübertragungsrate zwischen Controller und Festplatte betrug 10 Mbit/s, was einer Nutzdatenrate von 5 Mbit/s bei MFM und 7,5 Mbit/s bei RLL entsprach. Aus der Rotationsgeschwindigkeit von zumeist 3600 min−1 und der Anzahl Sektoren pro Spur ergab sich eine nutzbare Datenrate von etwa 522 bzw. 799 kB/s.
IBM leitete eine eigene Schnittstelle namens ESDI ab, die nur mechanisch kompatibel war. Mit 34 Sektoren pro Spur ließ sich die Kapazität und Datenrate erhöhen.
Nachfolger dieser Schnittstelle ist Integrated Drive Electronics (IDE).

## Pinbelegung
Pinbelegung der beiden Kabel laut ST506/ST412-OEM-Handbuch: (Das Symbol „~“ bezeichnet ein logisch invertiertes Signal)
| Signal                      | Pin | Pin | Signal                                   |
| --------------------------- | --- | --- | ---------------------------------------- |
| Masse                       | 1   | 2   | ~HD SLCT 3 (oder ~Reduced Write Current) |
| Masse                       | 3   | 4   | ~HD SLCT 2                               |
| Masse                       | 5   | 6   | ~WRITE GATE                              |
| Masse                       | 7   | 8   | ~SEEK CMPLT                              |
| Masse                       | 9   | 10  | ~TRACK 0                                 |
| Masse                       | 11  | 12  | ~WRITE FAULT                             |
| Masse                       | 13  | 14  | ~HD SLCT 0                               |
| Verpolungsschutz (kein Pin) | 15  | 16  | reserviert                               |
| Masse                       | 17  | 18  | ~HD SLCT 1                               |
| Masse                       | 19  | 20  | ~INDEX                                   |
| Masse                       | 21  | 22  | ~READY                                   |
| Masse                       | 23  | 24  | ~STEP                                    |
| Masse                       | 25  | 26  | ~DRV SLCT 0                              |
| Masse                       | 27  | 28  | ~DRV SLCT 1                              |
| Masse                       | 29  | 30  | ~DRV SLCT 2                              |
| Masse                       | 31  | 32  | ~DRV SLCT 3                              |
| Masse                       | 33  | 34  | ~DIRECTION IN                            |

| Signal                | Pin | Pin | Signal                      |
| --------------------- | --- | --- | --------------------------- |
| ~DRV SLCTD            | 1   | 2   | Masse                       |
| (nicht angeschlossen) | 3   | 4   | Masse                       |
| (nicht angeschlossen) | 5   | 6   | Masse                       |
| (nicht angeschlossen) | 7   | 8   | Verpolungsschutz (kein Pin) |
| (nicht angeschlossen) | 9   | 10  | (nicht angeschlossen)       |
| Masse                 | 11  | 12  | Masse                       |
| +MFM WRITE            | 13  | 14  | -MFM WRITE                  |
| Masse                 | 15  | 16  | Masse                       |
| +MFM READ             | 17  | 18  | -MFM READ                   |
| Masse                 | 19  | 20  | Masse                       |